# John Y. McCollister

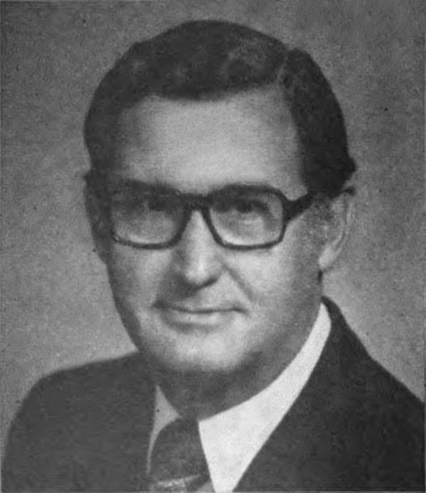
John Y. McCollister (1975)

John Yetter McCollister (* 10. Juni 1921 in Iowa City, Iowa; † 1. November 2013 in Omaha, Nebraska) war ein  US-amerikanischer Politiker. Zwischen 1971 und 1977 vertrat er den zweiten Wahlbezirk des Bundesstaates Nebraska im US-Repräsentantenhaus.

## Werdegang
John McCollister besuchte bis 1939 die Washington High School in Sioux Falls (South Dakota) und studierte dann bis 1943 an der University of Iowa. Von 1943 bis 1946 war er Mitglied der Reserve der US Navy. Zwischen 1960 und 1971 und nochmals von 1979 bis 1986 war er Präsident der McCollister & Co. in Omaha.
McCollister wurde Mitglied der Republikanischen Partei. Zwischen 1965 und 1970 amtierte er als County Commissioner im Douglas County. In den 1960er Jahren war er Delegierter auf allen Parteitagen der Republikaner in Nebraska; 1968 nahm er als Delegierter an der Republican National Convention teil, auf der Richard Nixon als Präsidentschaftskandidat der Partei nominiert wurde.
1970 wurde McCollister im zweiten Wahlbezirk von Nebraska in das US-Repräsentantenhaus gewählt, wo er am 3. Januar 1971 die Nachfolge von Glenn Clarence Cunningham antrat. Er wurde in den Jahren 1972 und 1974 jeweils wiedergewählt und übte damit sein Mandat im Kongress bis zum 3. Januar 1977 aus. 1976 verzichtete er auf eine erneute Kandidatur für das Repräsentantenhaus; stattdessen kandidierte er, allerdings erfolglos, für einen Sitz im US-Senat. Dabei unterlag er mit 47 Prozent gegen 53 Prozent der Wählerstimmen Edward Zorinsky, dem Bürgermeister von Omaha. Danach zog sich McCollister weitgehend aus der Politik zurück. Im Jahr 2000 war er republikanischer Wahlmann bei den Präsidentschaftswahlen.
Zuletzt lebte er in Omaha, wo er am 1. November 2013 im Alter von 92 Jahren starb.